# Offenbacher Fußball-Club Kickers 1901 1976-1977
Questa voce raccoglie le informazioni riguardanti l'Offenbacher Fußball-Club Kickers 1901 nelle competizioni ufficiali della stagione 1976-1977.

## Stagione
Nella stagione 1976-1977 il Kickers Offenbach, allenato da Zlatko Čajkovski e Udo Klug, concluse il campionato di 2. Bundesliga al 3º posto. In Coppa di Germania il Kickers Offenbach fu eliminato al primo turno dal Bayreuth.

## Rosa
| N. |                     | Ruolo | Calciatore       |
| -- | ------------------- | ----- | ---------------- |
|    | Germania (bandiera) | P     | Bernd Helmschrot |
|    | Germania (bandiera) | P     | Wilfried Kohls   |
|    | Germania (bandiera) | D     | Peter Berg       |
|    | Germania (bandiera) | D     | Josef Domes      |
|    | Germania (bandiera) | D     | Volker Faß       |
|    | Germania (bandiera) | D     | Wolfgang Rausch  |
|    | Germania (bandiera) | D     | Gernot Rohr      |
|    | Germania (bandiera) | D     | Lothar Skala     |
|    | Germania (bandiera) | D     | Amand Theis      |
|    | Germania (bandiera) | D     | Bernd Walz       |

| N. |                      | Ruolo | Calciatore          |
| -- | -------------------- | ----- | ------------------- |
|    | Germania (bandiera)  | C     | Hermann Bitz        |
|    | Germania (bandiera)  | C     | Rainer Blechschmidt |
|    | Serbia (bandiera)    | C     | Zlatan Cajkovski    |
|    | Germania (bandiera)  | C     | Bernd Nathmann      |
|    | Germania (bandiera)  | C     | Günter Oleknavicius |
|    | Danimarca (bandiera) | A     | Lars Bastrup        |
|    | Germania (bandiera)  | A     | Sigfried Held       |
|    | Germania (bandiera)  | A     | Walter Krause       |
|    | Germania (bandiera)  | A     | Alfred Seiler       |

## Organigramma societario
Area tecnica
- Allenatore: Udo Klug
- Allenatore in seconda:
- Preparatore dei portieri:
- Preparatori atletici:

## Calciomercato

### Sessione estiva
| Acquisti | Acquisti         | Acquisti        | Acquisti |
| R.       | Nome             | da              | Modalità |
| -------- | ---------------- | --------------- | -------- |
| C        | Zlatan Cajkovski | Augusta         |          |
| A        | Walter Krause    | Wattenscheid 09 |          |

| Cessioni | Cessioni            | Cessioni              | Cessioni |
| R.       | Nome                | a                     | Modalità |
| -------- | ------------------- | --------------------- | -------- |
| A        | Egon Bihn           | Eintracht Francoforte |          |
| C        | Rudolf Bommer       | Fortuna Düsseldorf    |          |
| A        | Jürgen Brunhorn     | Herford               |          |
| D        | Peter Enders        | Herford               |          |
| C        | Josef Hickersberger | Fortuna Düsseldorf    |          |
| A        | Norbert Janzon      | Karlsruhe             |          |
| C        | Manfred Ritschel    | Kaiserslautern        |          |
| D        | Hans Schmidradner   | Würzburg              |          |

### Sessione invernale
| Acquisti | Acquisti      | Acquisti        | Acquisti |
| R.       | Nome          | da              | Modalità |
| -------- | ------------- | --------------- | -------- |
| A        | Alfred Seiler | Preußen Münster |          |

| Cessioni | Cessioni | Cessioni | Cessioni |
| R.       | Nome     | a        | Modalità |
| -------- | -------- | -------- | -------- |

## Risultati

### 2. Bundesliga

#### Girone di andata
| Arbitro: | Aldinger |

|                        |           |  |
| Bastrup 62’ Krause 90’ | Marcatori |  |

| Arbitro: | Klauser |

|          |           |                       |
| Metz 89’ | Marcatori | 17’ Rausch 88’ Krause |

| Arbitro: | Kollmann |

|                              |           |  |
| Krause 59’ (rig.) Rausch 75’ | Marcatori |  |

| Arbitro: | Binninger |

|  |           |          |
|  | Marcatori | 21’ Berg |

| Arbitro: | Nützel |

|                                                              |           |  |
| Theis 24’, 43’, 70’ Bastrup 56’, 73’ Cajkovski 65’ Skala 82’ | Marcatori |  |

| Mannheim 7 settembre 1976 6ª giornata | Chio Waldhof Mannheim | 0 – 0 referto | Kickers Offenbach | Stadion am Alsenweg (14 000 spett.)\| Arbitro: \| Luca \| |
| Arbitro:                              | Luca                  |               |                   |                                                           |

| Arbitro: | Wilhelmi |

|                     |           |  |
| Krause 5’ Theis 71’ | Marcatori |  |

| Augusta 18 settembre 1976 8ª giornata | Augusta | 0 – 0 referto | Kickers Offenbach | Rosenaustadion (15 000 spett.)\| Arbitro: \| Messmer \| |
| Arbitro:                              | Messmer |               |                   |                                                         |

| Arbitro: | Linn |

|                                                             |           |                                     |
| Rausch 10’, 16’ (rig.) Theis 18’ Bitz 34’ Nathmann 82’, 89’ | Marcatori | 53’ Histing 80’ Müllner 84’ Tullius |

| Arbitro: | Walther |

|                     |           |                        |
| Müller 24’ Jank 47’ | Marcatori | 59’ Cajkovski 86’ Bitz |

| Arbitro: | Ferro |

|            |           |                       |
| Rausch 38’ | Marcatori | 68’ Dollmann 76’ Haug |

| Arbitro: | Ulm |

|                         |           |           |
| Detterer 21’ Diener 36’ | Marcatori | 90’ Theis |

| Arbitro: | Frickel |

|                              |           |             |
| Rausch 19’ (rig.) Krause 50’ | Marcatori | 52’ Metzler |

| Arbitro: | Clajus |

|                                                                 |           |                      |
| Warken 26’ Hohenwarter 41’ Scheermann 73’ Schauß 85’ Piroth 90’ | Marcatori | 32’ Bastrup 40’ Berg |

| Arbitro: | Wilhelmi |

|                                   |           |  |
| Nathmann 64’ Held 68’ Bastrup 77’ | Marcatori |  |

| Arbitro: | Linn |

|                                             |           |  |
| Bischoff 17’ Falter 57’, 76’ Nachreiner 59’ | Marcatori |  |

| Arbitro: | Dölfel |

|                |           |                      |
| Breuer 5’, 60’ | Marcatori | 46’ Theis 70’ Rausch |

| Arbitro: | Schumann |

|                           |           |           |
| Blechschmidt 12’ Bitz 63’ | Marcatori | 54’ Michl |

| Arbitro: | Nickel |

|  |           |                |
|  | Marcatori | 5’, 42’ Krause |

#### Girone di ritorno
| Arbitro: | Schmoock |

|                              |           |                               |
| Walitza 16’, 44’, 70’ (rig.) | Marcatori | 63’ Theis 79’ Seiler 89’ Rohr |

| Arbitro: | Haselberger |

|                                      |           |                                        |
| Rausch 44’ (rig.) Bitz 48’ Skala 84’ | Marcatori | 45’, 69’ (rig.) Bechtold 88’ Dörenberg |

| Arbitro: | Hontheim |

|            |           |                   |
| Eckert 57’ | Marcatori | 83’ (aut.) Eckert |

| Arbitro: | Dahler |

|                      |           |                   |
| Rausch 76’, 80’, 81’ | Marcatori | 32’, 55’ Novkovic |

| Arbitro: | Dellwing |

|  |           |                                       |
|  | Marcatori | 28’ Blechschmidt 75’ Bitz 90’ Bastrup |

| Arbitro: | Kuhn |

|                       |           |          |
| Bastrup 33’ Theis 73’ | Marcatori | 67’ Heck |

| Arbitro: | Clajus |

|                           |           |                                                             |
| Ruhs 17’ Watzl 64’ (rig.) | Marcatori | 3’ Blechschmidt 45’, 68’ (rig.) Rausch 77’ Bastrup 83’ Bitz |

| Arbitro: | Schumann |

|                                          |           |               |
| Seiler 2’ Held 10’ Skala 41’ Bastrup 86’ | Marcatori | 70’ Schneider |

| Arbitro: | Fleischer |

|            |           |                                                        |
| Brinsa 78’ | Marcatori | 21’, 24’ Bastrup 42’ Skala 68’ Blechschmidt 84’ Krause |

| Arbitro: | Messmer |

|            |           |                      |
| Krause 71’ | Marcatori | 45’ Hoeneß 84’ Elmer |

| Arbitro: | Engel |

|  |           |          |
|  | Marcatori | 35’ Bitz |

| Arbitro: | Huster |

|                                       |           |         |
| Blechschmidt 47’ Seiler 62’ Theis 69’ | Marcatori | 49’ Ney |

| Arbitro: | Kollmann |

|                          |           |                    |
| Hofmann 78’ Rübenach 85’ | Marcatori | 43’ Theis 76’ Bitz |

| Arbitro: | Steigele |

|                          |           |  |
| Krause 41’, 64’ Berg 70’ | Marcatori |  |

| Arbitro: | Seith |

|                        |           |                             |
| Kohlenbrenner 40’, 53’ | Marcatori | 11’ Rausch 34’ Blechschmidt |

| Arbitro: | Antz |

|          |           |                                        |
| Held 67’ | Marcatori | 43’ Bierofka 62’ Nachreiner 64’ Falter |

| Arbitro: | Kalenborn |

|                 |           |           |
| Rausch 61’, 81’ | Marcatori | 39’ Brand |

| Arbitro: | Aldinger |

|                                      |           |  |
| Michl 3’ Zapf 14’ Lippert 88’ (rig.) | Marcatori |  |

| Arbitro: | Hontheim |

|                                         |           |            |
| Rausch 22’ (rig.), 59’ Oleknavicius 57’ | Marcatori | 50’ Hilkes |

### Coppa di Germania
| Arbitro: | Steigele |

|                                             |           |                                               |
| Rausch 50’, 80’ Bitz 75’ (rig.) Bastrup 92’ | Marcatori | 25’ Sommerer 58’ Breuer 77’ Brand 97’ Hofmann |

| Arbitro: | Walz |

|                                               |           |          |
| Breuer 56’ Horn 61’ Ockenfels 66’ Hofmann 78’ | Marcatori | 25’ Berg |

## Statistiche

### Statistiche di squadra
| Competizione      | Punti | In casa | In casa | In casa | In casa | In casa | In casa | In trasferta | In trasferta | In trasferta | In trasferta | In trasferta | In trasferta | Totale | Totale | Totale | Totale | Totale | Totale | DR  |
| Competizione      | Punti | G       | V       | N       | P       | Gf      | Gs      | G            | V            | N            | P            | Gf           | Gs           | G      | V      | N      | P      | Gf     | Gs     | DR  |
| ----------------- | ----- | ------- | ------- | ------- | ------- | ------- | ------- | ------------ | ------------ | ------------ | ------------ | ------------ | ------------ | ------ | ------ | ------ | ------ | ------ | ------ | --- |
| 2. Bundesliga     | 53    | 19      | 15      | 1       | 3       | 52      | 22      | 19           | 7            | 8            | 4            | 34           | 30           | 38     | 22     | 9      | 7      | 86     | 52     | +34 |
| Coppa di Germania | -     | 1       | 0       | 1       | 0       | 4       | 4       | 1            | 0            | 0            | 1            | 1            | 4            | 2      | 0      | 1      | 1      | 5      | 8      | -3  |
| Totale            | 53    | 20      | 15      | 2       | 3       | 56      | 26      | 20           | 7            | 8            | 5            | 35           | 34           | 40     | 22     | 10     | 8      | 91     | 60     | +31 |

### Andamento in campionato
| Giornata  | 1 | 2 | 3 | 4 | 5 | 6 | 7 | 8 | 9 | 10 | 11 | 12 | 13 | 14 | 15 | 16 | 17 | 18 | 19 | 20 | 21 | 22 | 23 | 24 | 25 | 26 | 27 | 28 | 29 | 30 | 31 | 32 | 33 | 34 | 35 | 36 | 37 | 38 |
| --------- | - | - | - | - | - | - | - | - | - | -- | -- | -- | -- | -- | -- | -- | -- | -- | -- | -- | -- | -- | -- | -- | -- | -- | -- | -- | -- | -- | -- | -- | -- | -- | -- | -- | -- | -- |
| Luogo     | C | T | C | T | C | T | C | T | C | T  | C  | T  | C  | T  | C  | T  | T  | C  | T  | T  | C  | T  | C  | T  | C  | T  | C  | T  | C  | T  | C  | T  | C  | T  | C  | C  | T  | C  |
| Risultato | V | V | V | V | V | N | V | N | V | N  | P  | P  | V  | P  | V  | P  | N  | V  | V  | N  | N  | N  | V  | V  | V  | V  | V  | V  | P  | V  | V  | N  | V  | N  | P  | V  | P  | V  |
| Posizione | 1 | 4 | 2 | 1 | 1 | 1 | 1 | 1 | 1 | 1  | 1  | 2  | 2  | 2  | 2  | 4  | 4  | 4  | 4  | 4  | 4  | 4  | 4  | 4  | 3  | 3  | 3  | 3  | 3  | 3  | 3  | 3  | 3  | 3  | 3  | 3  | 3  | 3  |

Legenda:

Luogo: C = Casa; T = Trasferta. Risultato: V = Vittoria; N = Pareggio; P = Sconfitta.

### Statistiche dei giocatori
| Giocatore       | 2. Bundesliga | 2. Bundesliga | 2. Bundesliga | 2. Bundesliga | Coppa di Germania | Coppa di Germania | Coppa di Germania | Coppa di Germania | Totale   | Totale | Totale      | Totale     |
| Giocatore       | Presenze      | Reti          | Ammonizioni   | Espulsioni    | Presenze          | Reti              | Ammonizioni       | Espulsioni        | Presenze | Reti   | Ammonizioni | Espulsioni |
| --------------- | ------------- | ------------- | ------------- | ------------- | ----------------- | ----------------- | ----------------- | ----------------- | -------- | ------ | ----------- | ---------- |
| L. Bastrup      | 31            | 11            | 2             | 0             | 2                 | 1                 | 0                 | 0                 | 33       | 12     | 2           | 0          |
| P. Berg         | 30            | 3             | 6             | 1             | 2                 | 1                 | 1                 | 0                 | 32       | 4      | 7           | 1          |
| H. Bitz         | 33            | 8             | 9             | 0             | 1                 | 1                 | 0                 | 0                 | 34       | 9      | 9           | 0          |
| R. Blechschmidt | 32            | 6             | 2             | 0             | 2                 | 0                 | 1                 | 0                 | 34       | 6      | 3           | 0          |
| Z. Cajkovski    | 21            | 2             | 1             | 0             | 2                 | 0                 | 0                 | 0                 | 23       | 2      | 1           | 0          |
| J. Domes        | 3             | 0             | 0             | 0             | 0                 | 0                 | 0                 | 0                 | 3        | 0      | 0           | 0          |
| V. Faß          | 24            | 0             | 3             | 0             | 2                 | 0                 | 0                 | 0                 | 26       | 0      | 3           | 0          |
| S. Held         | 38            | 3             | 3             | 0             | 2                 | 0                 | 0                 | 0                 | 40       | 3      | 3           | 0          |
| B. Helmschrot   | 38            | 0             | 0             | 0             | 2                 | 0                 | 0                 | 0                 | 40       | 0      | 0           | 0          |
| W. Kohls        | 0             | 0             | 0             | 0             | 0                 | 0                 | 0                 | 0                 | 0        | 0      | 0           | 0          |
| W. Krause       | 30            | 11            | 2             | 0             | 2                 | 0                 | 0                 | 0                 | 32       | 11     | 2           | 0          |
| B. Nathmann     | 10            | 3             | 0             | 0             | 0                 | 0                 | 0                 | 0                 | 10       | 3      | 0           | 0          |
| G. Oleknavicius | 4             | 1             | 0             | 0             | 0                 | 0                 | 0                 | 0                 | 4        | 1      | 0           | 0          |
| W. Rausch       | 35            | 18            | 4             | 0             | 2                 | 2                 | 1                 | 1                 | 37       | 20     | 5           | 1          |
| G. Rohr         | 38            | 1             | 4             | 0             | 2                 | 0                 | 1                 | 0                 | 40       | 1      | 5           | 0          |
| A. Seiler       | 18            | 3             | 1             | 0             | 0                 | 0                 | 0                 | 0                 | 18       | 3      | 1           | 0          |
| L. Skala        | 37            | 4             | 5             | 0             | 2                 | 0                 | 0                 | 0                 | 39       | 4      | 5           | 0          |
| A. Theis        | 36            | 11            | 4             | 0             | 2                 | 0                 | 0                 | 0                 | 38       | 11     | 4           | 0          |
| B. Walz         | 5             | 0             | 0             | 0             | 0                 | 0                 | 0                 | 0                 | 5        | 0      | 0           | 0          |